# Kutchisiren
Kutchisiren — викопний рід ссавців, який існував на території сучасної Індії в період міоцену. Його назвали С. Баджпай, Д. П. Домнінг, Д. П. Дас, Дж. Велес-Хуарбе та В. П. Мішра у 2010 році, а типовий вид — Kutchisiren cylindrica. Спочатку він був названий Kotadasiren gracilis (як nomen nudum) у 1994 році Дасом і Басу.